# Willem de Sitter
Willem de Sitter, född den 6 maj 1872, död den 20 november 1934, var en namnkunnig matematiker, astronom och kosmolog i Nederländerna. Han blev mest uppmärksammad för sina bidrag till utvecklingen av den fysikaliska kosmologin. 
De Sitter studerade matematik vid universitetet i Groningen och fick därefter en tjänst på Groningens astronomiska laboratorium. Åren 1897-1899 arbetade han på Kapobservatoriet i Sydafrika och 1908 blev de Sitter utnämnd till föreståndare för astronomi vid universitetet i Leiden. Han var direktör för Leidens observatorium från 1919 till sin död.

## Vetenskaplig gärning
de Sitter tillämpade redan 1917 den allmänna relativitetsteorin på en modell av universum, en modell som kom att kallas de Sitter-universum. Enligt denna lösning saknar universum materia och har en positiv kosmologisk konstant. Detta leder till ett exponentiellt expanderande, tomt universum. Upptäckten att universum expanderar har dock tillskrivits Edwin Hubble, som räknas som den förste att presentera observationer som påvisar expansionen. De Sitter publicerade en artikel tillsammans med Albert Einstein (1932) i vilken de hävdar att det skulle kunna finnas stora mängder materia som inte avger ljus, något som numera figurerar som mörk materia. 
de Sitter blev även känd för sin forskning om planeten Jupiter.
Hans son Aernout de Sitter gjorde också karriär som astronom vid Bosscha-observatoriet i Lembang i dåvarande Holländska Ostindien, men blev tillfångatagen av japanerna och dog i ett arbetsläger på Sumatra 1944.

## Ärebetygelser

### Utmärkelser
- James Craig Watson-medaljen (1929)
- Brucemedaljen (1931)
- Royal Astronomical Societys guldmedalj (1931)
- Jules Janssens pris (1934)

### Someponym
- De Sitter-kratern på Månen[8]
- Asteroid 1686 De Sitter[9]

### Dödsrunor
- JRASC 29 (1935) 1
- MNRAS 95 (1935) 343
- Obs 58 (1935) 22
- PASP 47 (1935) 65